# Diffusion démique

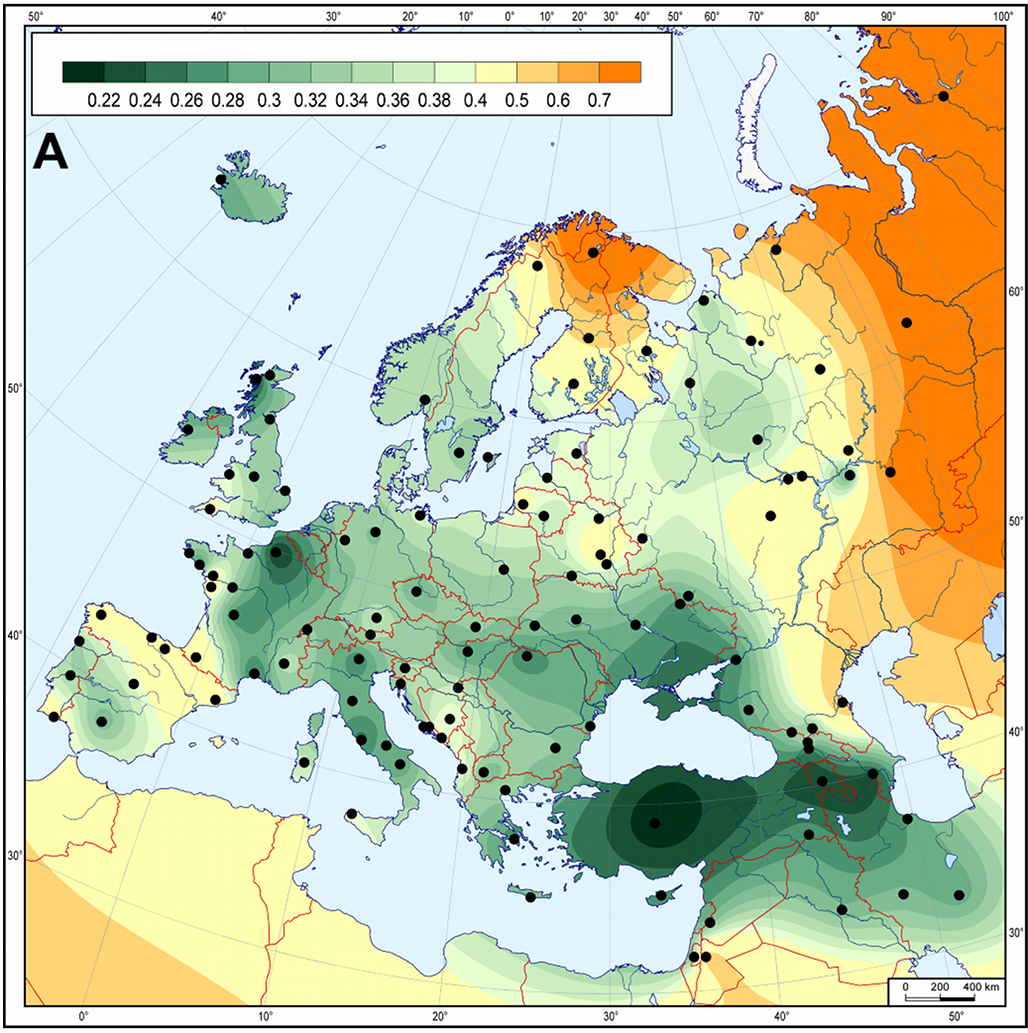
Un exemple de diffusion démique : les anciens agriculteurs néolithiques européens étaient génétiquement les proches des anciennes populations du Proche-Orient et d'Anatolie. Distances matrilinéaires génétiques entre les populations de la culture de la poterie linéaire néolithique européenne (5 500–4 900 avant J.-C.) et les populations modernes d'Eurasie occidentale. La coloration indique le degré de similitude de la ou des populations locales modernes avec l'échantillon néolithique : les courtes distances (plus grande similitude) sont marquées par le vert foncé et les longues distances (plus grande dissemblance) par l'orange, avec des couleurs plus pâles entre les extrêmes. À noter que les intervalles verts sont mis à l’échelle par des valeurs de distance génétique de 0,02, avec des intervalles de plus en plus grands vers l’extrémité « orange » de l’échelle.

La diffusion démique, par opposition à la diffusion transculturelle, est un terme de démographie faisant référence à un modèle migratoire, développé par Luigi Luca Cavalli-Sforza, de diffusion de population dans et à travers une zone qui était auparavant inhabitée par ce groupe et éventuellement, mais pas nécessairement, déplaçant, remplaçant ou se mélangeant avec une population préexistante (comme cela a été suggéré pour la propagation de l'agriculture à travers l'Europe néolithique et plusieurs autres événements de migration humaine pré-moderne (en)).
Dans sa formulation originale, le modèle de diffusion démique comprend trois phases : (1) la croissance démographique, provoquée par de nouvelles ressources disponibles comme dans le cas des premiers agriculteurs, et/ou d'autres développements technologiques ; (2) une dispersion dans des régions à plus faible densité de population ; (3) un mélange initial limité avec les populations rencontrées dans le processus.

## Preuves
Les travaux théoriques de Cavalli-Sforza ont montré que si le mélange entre les agriculteurs en expansion et les groupes de chasseurs et de cueilleurs précédemment résidents n’était pas immédiat, le processus aboutirait à l’établissement de larges gradients génétiques. Étant donné que de larges gradients, couvrant une grande partie de l'Europe du sud-est au nord-ouest, ont été identifiés dans des études génétiques empiriques menées par Cavalli-Sforza, Robert R. Sokal, Guido Barbujani, Lounès Chikhi et d'autres, il semble probable que la propagation de l'agriculture en Europe se soit produite par l'expansion et la propagation d'agriculteurs, probablement originaires du Croissant fertile du Proche-Orient. C'est ce qu'on appelle le modèle de diffusion démique néolithique.
Des études craniométriques, et archéologiques,,,, sont également arrivées à la même conclusion.